# Pikku Peurajärvi
Pikku Peurajärvi är en sjö i Gällivare kommun i Lappland och ingår i Råneälvens huvudavrinningsområde.